# Tectaria crenata
Tectaria crenata är en ormbunkeart som beskrevs av Antonio José Cavanilles. Tectaria crenata ingår i släktet Tectaria och familjen Tectariaceae. Utöver nominatformen finns också underarten T. c. petiolata.